# Izraelski središnji zavod za statistiku
Izraelski središnji zavod za statistiku (hebrejski הלשכה המרכזית לסטטיסטיקה, engleska kratica CBS) je državna organizacija koja, između ostalog, vodi istraživanja vezana uz etničku pripadnost stanovnika Izraela. Utemeljen je 1948. godine. Preporuku za prvog čovjeka Zavoda daje premijer.